# Gregory Kaidanov
Gregory Kaidanov (Grygorij Sinowijowytsch Kajdanow, ukrainisch Григорій Зіновійович Кайданов; * 11. Oktober 1959 in Berdytschiw, Ukraine) ist ein US-amerikanischer Schachspieler ukrainischer Herkunft.

## Leben
1959 im ukrainischen Berdytschiw geboren zog Kaidanov mit seiner Familie im Jahr darauf ins russische Kaliningrad. Das Schachspiel erlernte er im Alter von sechs Jahren von seinem Vater und erzielte einige Jahre später, 1972, seinen ersten Erfolg mit dem Gewinn der U14-Meisterschaften der Russischen Föderation. Kaidanov wurde 1987 Internationaler Meister, im Jahr darauf erhielt er den Großmeistertitel.
Im Jahr 1991 wanderte Kaidanov mit seiner Frau und seinen damals zwei von heute drei Kindern in die Vereinigten Staaten aus, er lebt in Lexington, Kentucky und arbeitet als Schachtrainer.

## Erfolge
Zu Kaidanovs ersten bedeutenden Turniersiegen zählt der Erfolg in Moskau 1987, bei dem er unter anderem den Inder Viswanathan Anand bezwang (siehe Partiediagramm unten), der im selben Jahr Jugendweltmeister wurde. Es folgten weitere Siege 1989 in Wien und 1990 beim Hastings Masters. Nach seiner Auswanderung in die USA gewann Kaidanov 1992 das World Open sowie im selben Jahr das US Open.
2002 siegte Kaidanov beim Aeroflot Open in Moskau vor weiteren 82 Großmeistern wie beispielsweise Alexander Grischtschuk und Alexei Drejew. Bei den nationalen Meisterschaften der USA wurde er 2007 Dritter, im April 2008 beendete er das Rundenturnier der Gausdal Classics in Norwegen auf dem ersten Platz.
Im Juli 2021 gewann er die Seniorenmeisterschaft der USA nach Stichkampf gegen Larry Christiansen.
Mit seiner bisher höchsten Elo-Zahl von 2646 lag er im Oktober 2002 auf dem 43. Platz der Weltrangliste.

## Nationalmannschafts
Im Jahr 1993 gewann Kaidanov mit dem Team der USA die Mannschaftsweltmeisterschaft. Außerdem nahm Kaidanov an den Mannschaftsweltmeisterschaften 1997 (bei der er mit der Mannschaft den zweiten Platz erreichte und das beste Einzelergebnis der Reservespieler erzielte) und 2007 teil.
Er gehörte von 1996 bis 2006 bei Schacholympiaden der US-amerikanischen Nationalmannschaft an. Mit ihr gewann er 1996 und 2006 jeweils die Bronzemedaille sowie 1998 die Silbermedaille. 2004 erzielte er die zweitbeste Leistung am vierten Mannschaftsbrett, was Kaidanov eine Einzel-Silbermedaille eintrug.
Im März 2020 gewann er mit der US-amerikanischen Mannschaft in Prag die FIDE World Senior Team Championship der Altersklasse Ü50, bei der er am 2. Brett 4,5 Punkte aus 6 Partien erzielte.

## Partiebeispiel
|   | a | b | c | d | e | f | g | h |   |
| 8 |   |   |   |   |   |   |   |   | 8 |
| 7 |   |   |   |   |   |   |   |   | 7 |
| 6 |   |   |   |   |   |   |   |   | 6 |
| 5 |   |   |   |   |   |   |   |   | 5 |
| 4 |   |   |   |   |   |   |   |   | 4 |
| 3 |   |   |   |   |   |   |   |   | 3 |
| 2 |   |   |   |   |   |   |   |   | 2 |
| 1 |   |   |   |   |   |   |   |   | 1 |
|   | a | b | c | d | e | f | g | h |   |

Die Diagrammstellung entstand 1987 zwischen Kaidanov und dem damaligen Internationalen Meister Viswanathan Anand beim internationalen Turnier von Moskau. Kaidanov hatte mit den weißen Steinen im Panow-Angriff der Caro-Kann-Verteidigung Anands Königsflügel unter Druck gesetzt und wenige Züge zuvor seinen Läufer auf h7 geopfert, um dem schwarzen König über die h-Linie beizukommen. Da Anands König nun über e7 zu entkommen drohte, fand Kaidanov eine kleine Kombination mit Damenopfer, die die Partie sofort beendete:
25. Dh5xf7+! und Anand gab auf, da er in zwei Zügen mattgesetzt wird:
25. … Tc7xf7 26. Se5–g6+ Kf8–g8 27. Th3–h8 matt.